# Brighton & Hove Albion F.C.
Brighton & Hove Albion F.C je profesionalni engleski nogometni klub koji nastupa u engleskoj Premier ligi. Klub je osnovan 1901. u Falmeru, Istočni Sussex, Engleska. Na grbu se nalazi galeb na plavoj pozadini koja predstavlja morsku pučinu te je zato nadimak Brighton & Hove Albiona Galebovi. Klub je svoje najuspješnije sezone imao između 1979. i 1983. kada je nastupao u Prvoj diviziji te stigao do finala FA kupa 1983. godine koji je izgubio od Manchester Uniteda. Godine 2017. klub se vratio u elitni razred engleskog nogometa.